# Frank Paul Kistner

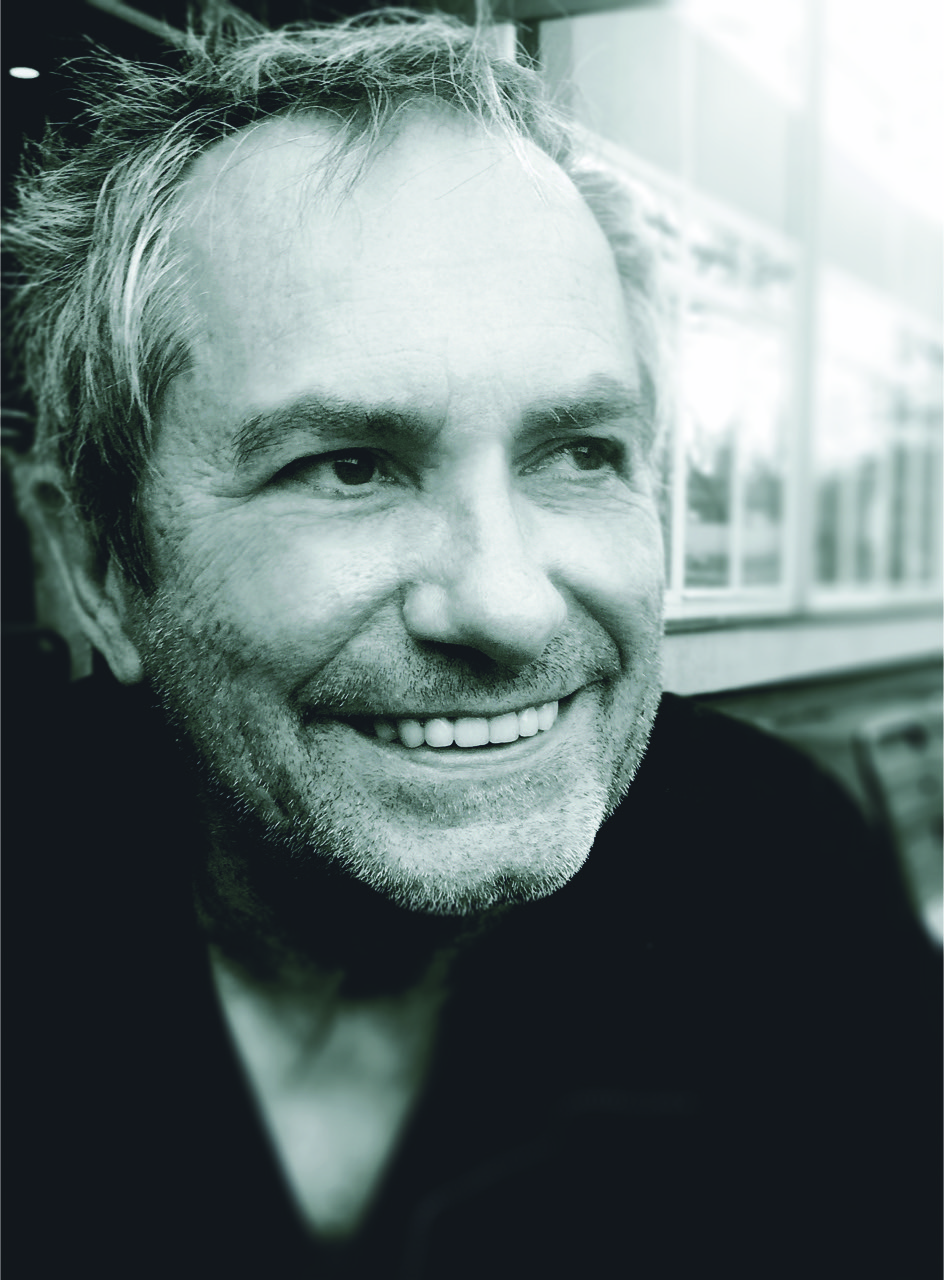
Frank Paul Kistner (2018)

Frank Paul Kistner (* 1959 in Heilbronn) ist ein deutscher Fotograf, Multimedia-Künstler und Dozent für Fotografie.

## Leben
In Esslingen schloss Kistner ein Sozialpädagogik-Studium ab und absolvierte im Anschluss das Aufbaustudium Film und Fotografie in Remscheid. Seit 1990 ist er freiberuflicher Fotograf und doziert zudem Fotografie am Berufskolleg für Grafik-Design in Stuttgart und seit 2012 in Schwäbisch Gmünd. 
Einzelausstellungen seiner Werke fanden unter anderem im Kunstverein Tauberbischofsheim und im Design-Center Stuttgart statt. Werke von ihm sind unter anderem im Museum für Photographie in Braunschweig, der Grafischen Sammlung der Staatsgalerie Stuttgart und der Bibliothèque nationale in Paris zu sehen.
Kistner ist Mitglied im Deutschen Journalistenverband. Er lebt in Stuttgart und Berlin.

## Einzelausstellungen und Sammlungen (Auswahl)
- 2018 Städtische Galerie Ostfildern | „Connected“
- 2016 Sammlung Molliné Stuttgart | LEUTE
- 2015 Galerie Valentien Stuttgart | Portraits
- 2014 Galerie „Anouk Sauvage“ Stuttgart | 3 Steps – Antlitz, Metamorphosen, Horizonte
- 2013 KunstWerk Fellbach | LEUTE [8]
- 2008  Edition Braus Heidelberg | „Menschenbilder“
- 2007 Theaterhaus Stuttgart | LEUTE
- 2006 Landesvertretung Baden-Württemberg Brüssel | LEUTE
- 2005 SWR-Galerie Stuttgart | LEUTE
- 2004 Design-Center Stuttgart | Portraitarbeiten
- 2003 SWR-Galerie Stuttgart | „Habana Soul“
- 2002  Fernsehturm Stuttgart | „Habana Soul“
- 1996 Wilhelmspalais Stadtbibliothek Stuttgart | Tanzfotografie
- 1992 Galerie der Stadt Fellbach | Antlitz, Metamorphosen
- 1991 BBK-Galerie Berlin (Bund Bildender Künstler) | Antlitz, Metamorphosen
- 1989 1. Fototriennale Esslingen | Rahmenprogramm
- 1988 Galerie Fischinger | „Antlitz“

Sammlungen
- Museum für Photographie in Braunschweig
- Graphothek Wilhelmspalais Stuttgart
- Grafische Sammlung der Staatsgalerie Stuttgart
- Regierungspräsidium Baden-Württemberg
- Bibliothèque nationale, Paris
- Stadt Fellbach
- Stadtbibliothek Stuttgart
- Sammlung Molliné
- Sammlung Abt-Straubinger Stiftung

## Publikationen (Auswahl)
Bücher
- G:sichtet 5: „Lebensfreude in Form und Farbe“ – Künstler aus der Kreativen Werkstatt. Gatzanis Verlag, Stuttgart 2018, ISBN 978-3-932855-88-7.
- 10 Jahre Abt-Straubinger Stiftung. Ausstellungskatalog, Karin Abt-Straubinger Stiftung, 2017, ISBN 978-3-9819024-0-2. PDF
- mit Adrienne Braun: G:sichtet 3: Geben und Nehmen. Wege zur Kunst. Gatzanis-Verlag, Stuttgart 2016, ISBN 978-3-932855-69-6.
- mit Holle Nann: G:sichtet 2: Kunst sammeln – eine (un)heimliche Leidenschaft. Gatzanis-Verlag, Stuttgart 2015, ISBN 978-3-932855-67-2.
- mit Bettina Meister: Villa Raczynski – Bregenz. Hohenheim Verlag, Stuttgart 2014, ISBN 978-3-89850-232-0.
- mit Rainer Hartmann: Berlin – Ein Rundgang vor und nach dem Mauerfall. Braus im Aufbau-Verlag, Berlin 2008, ISBN 978-3-86228-050-6.
- mit Stefan Siller: Die Winzer vom Vulkan. Edition Braus, Heidelberg 2007, ISBN 978-3-89904-278-8.
- mit Anne Heinz: Kunststücke Schmuck und Dekorationen meisterhaft von Hand gemacht. Edition Braus, Heidelberg 2006, ISBN 3-89904-263-8.
- mit Wolfgang Heim, Stefan Siller: SWR 1 Leute. Edition Braus, Heidelberg 2005, ISBN 3-89904-175-5.

Kalender
- Kalendertrilogie Körperlandschaften:
  - 1998: A touch of wild
  - 1999: Donna Morgana
  - 2000: Körperlinien
- 2001, 2002, 2004, 2005: Kalenderreihe Habana soul
- 2008: Dance moves
- 2009: jazz and soul portraits 2009